# Milla
Milla là danh pháp khoa học của một chi thực vật có hoa trong phân họ Brodiaeoideae thuộc họ Asparagaceae.
Phần lớn các loài là bản địa Mexico, với 1 loài có khu vực phân bố trải dài tới Guatemala, Honduras, Arizona, Texas và New Mexico.

## Các loài
Milla chứa 10 loài được công nhận:
1. Milla biflora Cav. - Phổ biến rộng từ Mexico tới Arizona, New Mexico, Texas, Guatemala và Honduras.
2. Milla bryanii I.M.Johnst. - Coahuila
3. Milla delicata H.E.Moore - Guerrero
4. Milla filifolia T.M.Howard - Morelos
5. Milla magnifica H.E.Moore - Guerrero, Morelos
6. Milla mexicana T.M.Howard - Puebla, Oaxaca
7. Milla mortoniana H.E.Moore - Guerrero
8. Milla oaxacana Ravenna - Oaxaca
9. Milla potosina T.M.Howard - San Luis Potosí
10. Milla rosea H.E.Moore - Nuevo León